# Henri-François-Hubert Monier
Henri-François-Hubert Monier, francoski general, * 10. december 1889, † 10. oktober 1963.